# تامس اسپنسر
تامس اسپنسر (به انگلیسی: Thomas Spencer) (زاده ۲۴ دسامبر ۱۹۴۶) فیزیک‌دان آمریکایی و استاد در مؤسسه مطالعات پیشرفته است.